# Daorson

Daorson (grekiska: ΔΑΟΡΣΩΝ) var en helleniserad stad där den illyriska folkgruppen daorsi levde ungefär mellan 300 f.Kr. och 50 f.Kr. Daorsons ruiner är belägna i floden Neretvas dalgång nära Stolac i Bosnien-Hercegovina och är en av landets viktigaste arkeologiska platser.
Daorson bestod av tre huvuddelar. I centrum fanns stadens akropolis omgiven av tjocka stenmurar som påminner om Mykenes murar. Försvarsmuren var 65 meter lång, 4,2 meter tjock och mellan 4,5 och 7,5 meter hög med torn och portar på två sidor.